# アナストロゾール
アナストロゾール（Anastrozole）は、アリミデックス（Arimidex）などの商品名で販売されている、乳癌の治療に用いられる医薬品の一つである。具体的には、エストロゲン受容体陽性乳癌の治療に用いられる。また、乳癌のリスクが高い人の予防にも用いられる（非承認用法）。投与法は経口である。
アナストロゾールの一般的な副作用には、ほてり、気分変動、関節痛、吐き気、などがあげられる。重度の副作用には、心臓病のリスク増加や骨粗鬆症などがあげられる。妊娠中の人への投与は、胎児に害を及ぼす可能性がある。アナストロゾールは、アロマターゼ阻害薬に属する医薬品である。作用機序は、体内でのエストロゲンの生成を阻害し、抗エストロゲン効果を示す。
アナストロゾールは1987年に特許認可され、1995年に医薬品としての使用が承認された。世界保健機関の必須医薬品リストに収載されている。アナストロゾールは後発医薬品として入手できる。

## 効能・効果
- 閉経後乳癌

## 作用機序
乳癌の約7割はエストロゲン受容体陽性であり、エストロゲンの存在下で増殖する。閉経後女性では、エストロゲンの生成はアロマターゼに因るアンドロゲンの芳香族化が主な経路となるので、アロマターゼを阻害することでエストロゲンの供給を絶つと、腫瘍の増殖が抑制される。
アナストロゾールは、アロマターゼに可逆的に結合し、競合的阻害作用により、末梢組織（卵巣外）におけるアンドロゲンからエストロゲンへの変換を阻害する。本薬は、ヒトにおいて、1mg/日の投与で96.7％ - 97.3％、10mg/日の投与で98.1％のアロマターゼ阻害作用を示すことが確認されている。そのため、アナストロゾールでアロマターゼを最大限に抑制するためには、1mg/日が最小の投与量であると考えられる。このアロマターゼ活性の低下により、閉経後の女性ではエストラジオール濃度が少なくとも85％低下する。コルチコステロイドおよびその他の副腎皮質ステロイドの濃度はアナストロゾールの影響を受けない。

## 副作用
重大な副作用は、下記の通りである。
- 皮膚粘膜眼症候群（0.1%未満）
- アナフィラキシー、血管浮腫、蕁麻疹（0.1%未満）
- 肝機能障害、黄疸（0.1%未満）
- 間質性肺炎（0.1%未満）
- 血栓塞栓症（0.1%未満）

## 相互作用
アナストロゾールの、シトクロムP450酵素であるCYP1A2、CYP2A6、CYP2D6、CYP2C8、CYP2C9、CYP2C19に対する阻害作用は臨床的に無視できる程度であると思われる。そのため、アナストロゾールとシトクロムP450の基質との薬物相互作用は起こりにくいと考えられる。2003年現在、アナストロゾールによる臨床的に重要な薬物相互作用は報告されていない。
アナストロゾールは、タモキシフェンやその主要代謝物であるN-デスメチルタモキシフェンの薬物動態に影響を与えない。しかし、タモキシフェンはアナストロゾールの定常状態のAUCを27％減少させることが判っている。だが、アナストロゾールとタモキシフェンの両方を投与した群では、アナストロゾール単独投与群と比較してエストラジオール濃度に有意差はなく、アナストロゾール濃度の低下は臨床的に重要ではないと考えられている。

## 薬物動態
アナストロゾールのヒトでのバイオアベイラビリティーは不明であるが、動物では十分に吸収されることが知られている。アナストロゾールの吸収は、ヒトでは1 - 20mg/日の用量範囲で直線的であり、繰り返し投与しても変化はない。 食事はアナストロゾールの吸収の程度に大きな影響を与えない。アナストロゾールは投与後中央値で3時間後に最高血中濃度に達するが、2 - 12時間と幅がある。アナストロゾールの連続投与後7 - 10日以内に定常状態に達し、初回投与時の3.5倍に蓄積される。しかし、エストラジオールの最大抑制は投与後3 - 4日以内に生じる。
レトロゾールやボロゾールとは異なり、血液脳関門でのP糖蛋白質によるアナストロゾールの積極的な汲み出しにより、齧歯類ではアナストロゾールの中枢神経系への浸透が制限される。そのため、アナストロゾールはヒトでは末梢選択性を持つ可能性があるが、まだ確認されていない。いずれにせよ、エストラジオールは末梢で合成されて血液脳関門を容易に通過して中枢神経系に到達するので、アナストロゾールは中枢神経系のエストラジオール濃度をある程度低下させることが予想される。アナストロゾールの血漿タンパク結合率は40％である。
アナストロゾールの代謝は、N-脱アルキル化、水酸化、グルクロン酸抱合によるものである。アロマターゼの阻害は、代謝物よりもアナストロゾール自体によるものであり、循環している主な代謝物は不活性である。アナストロゾールの排泄半減期は40 - 50時間（1.7 - 2.1日）であるため、1日1回の投与が可能である。本剤は主に肝臓での代謝により排泄されるが（83 - 85％）、未変化体の腎臓からの排泄もある（11％）。アナストロゾールは主に尿中に排泄されるが、便中にもわずかに排泄される。